# Албрехт фон Потендорф
Албрехт фон Потендорф (на немски: Albrecht von Pottendorff; † сл. 1465) е австрийски благородник, фрайхер на Потендорф в Ерцхерцогство Австрия в Долна Австрия, господар на Потендорф, Файщриц и Кирхберг.

## Произход
Той е син на Ханс фон Потендорф, господар на Файщриц († 1404/1412) и съпругата му графиня Маргарета фон Щубенберг († сл. 1430), дъщеря на граф Ото 'Стария' фон Щубенберг-Зооз († 1402/ок. 1403) и Маргарета Франгепан. Потомък е на Конрад II фон Потендорф († 1321/1324) и Хедвиг фон Голдек († сл. 1328). Брат е на Конрад фон Потендорф († сл. 1433).
Родът изчезва по мъжка линия през 1488 г., но по женска линия продължава да съществува.

## Фамилия
Албрехт фон Потендорф се жени ок. 1442 г. за Хелена фон Лихтенщайн-Мурау († сл. 1469), сестра на Никлас I фон Лихтенщайн († 1499/1500), дъщеря на Улрих Ото фон Лихтенщайн († 1426/1427) и Барбара фон Пуххайм († 1437). Те имат децата:
- Рудолф фон Потендорф († сл. 1475), господар на Потендорф, Файщриц и Кирхберг, женен за Анна фон Еберсдорф († пр. 1476)
- Катерина фон Потендорф, омъжена за фрайхер Георг фон Каневурф
- Фридрих 'Хундт' фон Потендорф († 7 август/17 септември 1488), женен ок. 1488 г. за Елизабет фон Найтперг († 4 декември 1503)
- Маргарета фон Потендорф († пр. 1469), омъжена за Рюдигер VIII фон Щархемберг († 1473)
- Марта фон Потендорф, омъжена за Фридрих фон Щубенберг
- Кристоф фон Потендорф († 1465/1468), женен за Агнес фон Хоенберг († 27 декември 1488)